# Montel Williams
Montel Williams, född 3 juli 1956 i Baltimore, Maryland, är en amerikansk skådespelare och programledare som från 1991 till 2007 hade egen talkshow, The Montel Williams Show, som i Sverige sändes på TV3.
Williams tog värvning som menig i USA:s marinkår 1974 och kom senare att ta examen från United States Naval Academy och tjänstgjorde som officer i USA:s flotta.
Montel Williams har genom sin talkshow berättat om sin kroniska sjukdom, multipel skleros (MS), främst värk kring fötterna.

## Filmografi
- 1997-2000 - På heder och samvete (3 avsnitt)